# Pierre (książę Valentinois)
Pierre, książę Valentinois, Pierre Marie Xavier Raphaël Antoine Melchior Grimaldi de Polignac (ur. 24 października 1895 w Hennebont, zm. 10 listopada 1964 w Paryżu) – od 19 marca 1920 do 18 lutego 1933 członek monakijskiej rodziny książęcej jako mąż Charlotte, księżnej Valentinois, ojciec Rainiera III, księcia Monako.

## Powiązania rodzinne
Pierre urodził się 24 października 1895 w Hennebont, Morbihan we Francji.
Jego rodzicami byli Maxence, hrabia Polignac (Maxence Melchior Edouard Marie Louis de Polignac, ur. 1857, zm. 1936) i jego pochodząca z Meksyku żona Susana, hrabina Polignac (Susana Mariana Estefanía Francisca de Paula del Corazón de Jesús de la Torre y Mier, ur. 1858, zm. 1913). Rodzice Pierre’a wzięli ślub w 10 października 1881 w Paryżu.
Jego dziadkami ze strony ojca byli Charles, hrabia Polignac i Caroline Josephine Le Normand de Morando; natomiast ze strony matki Isidoro Fernando de la Torre y Carsí i jego żona, María Luisa de Mier y Celis.
Miał siedmioro starszego rodzeństwa: hrabiankę Józefinę, hrabiankę Marię, hrabiego Rajmunda, hrabiego Ksawerego, hrabiankę Annę, hrabiego Maxence'a i hrabiego Bertranda.
Był potomkiem Juliusza, 1. księcia Polignac (do końca życia znajdował się w linii sukcesji do dziedziczenia tego tytułu) i jego małżonki, Jolanty Martyny Gabrieli, księżnej Polignac.
Jako członek rodziny hrabiowskiej, znany był jako hrabia Pierre de Polignac. Posługiwał się kilkoma językami i uchodził za świetną partię dla dziewcząt z ówczesnej europejskiej arystokracji.

## Życie prywatne

### Ślub z Charlotte, księżną Valentinois
W księstwie Monako panował wówczas książę Albert I, który miał tylko jednego syna, Ludwika, będącego w stanie kawalerskim i nie posiadającego dynastycznych potomków. Tron mógł zostać w przyszłości przejęty przez krewnych Grimaldich, potomków Florestyny, księżnej Urach. Panowali oni w Niemczech. Wzbudziło to protesty rządu francuskiego, który nie chciał, by to Niemcy sprawowali rządy w Monako.
W 1918 następca tronu, książę Ludwik, postanowił uznać za swoje dziecko Charlotte Louvet, owoc jego romansu z Marią Louvet. Początkowo chciał poślubić matkę dziewczynki, którą darzył uczuciem, ale nie wyraził na to zgody jego ojciec. Książę Albert I tak zmienił prawo, że pozwalało ono adoptowanym potomkom dziedziczyć monakijski tron. Charlotte otrzymała nazwisko Grimaldi, tytuł księżniczki Monako i księżnej Valentinois.
Albert I rozpoczął poszukiwania odpowiedniego kandydata na męża księżniczki i być może przyszłego władcę Monako. Jego wybór padł na 24-letniego wówczas hrabiego de Polignac. Pierre spotkał Charlotte po raz pierwszy w 1919 w Paryżu. Ich zaręczyny ogłoszono 1 lutego 1920, co spotkało się aprobatą zarówno rządu monakijskiego, jak i francuskiego. Para zawarła cywilny związek małżeński w Monako 19 marca, natomiast dzień później odbyła się ceremonia religijna.
Polignac zmienił swoje nazwisko na Grimaldi de Polignac po to, by przyszli władcy Monako należeli do dynastii Grimaldich. Otrzymał monakijskie obywatelstwo i tytuł księcia Valentinois, korespondujący z tytułem jego żony, a także tytuł księcia Monako. Poza tym on i wszyscy jego potomkowie w linii męskiej pozostali w linii sukcesji do tytułu księcia de Polignac.

### Dzieci
28 grudnia 1920 w Paryżu, nieco ponad dziewięć miesięcy po ślubie, na świat przyszła pierwsza córka pary, która otrzymała imiona Antoinette Louise Alberte Suzanne. Dziewczynka zajęła drugie miejsce w linii sukcesji rodzinnego tronu.
31 maja 1923 książę i księżna Valentinois zostali rodzicami po raz drugi. Charlotte urodziła w Monako syna, który został nazwany Rainier Louis Henri Maxence Bertrand i miał objąć władzę w kraju po swojej matce. W 1949 został 14. księciem Monako jako Rainier III i panował do 2005.
Jego potomkowie, w tym obecny książę Monako Albert II, jego syn Jakub i wszyscy członkowie monakijskiej rodziny książęcej należą genealogiczne do linii de Polignac, pomimo że noszą nazwisko Grimaldi. To nie jest pierwsza taka sytuacja w historii rodu; już Charlotte, księżna Valentinois pochodziła ze strony ojca z linii Goyon de Matignon, a stało się tak po tym, jak w XVIII wieku spadkobierczynią tronu została księżna Ludwika Hipolita, której mężem był książę Jakub I z dynastii Goyon de Matignon.

## Członek rodziny książęcej
Początkowo stosunki Francuza z członkami rodziny królewskiej były poprawne. Książę Albert upatrywał w nim przyszłego księcia Monako. Charlotte i Pierre uznawani byli w tamtym czasie za jedną z najbardziej znanych par na świecie. Po dziewięciu miesiącach na świecie pojawiła się ich córka, księżniczka Antoinette, która zapewniła przedłużenie dynastii Grimaldich.
Książę interesował się muzyką, sztuką i literaturą. Był głównym przedstawicielem monakijskich delegacji w ramach UNESCO, działał również w Międzynarodowym Komitecie Olimpijskim. Słynął z nienagannych manier i wysokiej kultury osobistej.
W 1922 zmarł książę Albert i nowym władcą został książę Ludwik II. Charlotte stała się wtedy następczynią tronu. Jednocześnie zaczęły pogłębiać się jej problemy małżeńskie – jej mąż i ojciec rywalizowali pomiędzy sobą, a księciu Ludwikowi zależało najbardziej na tym, by księżna Valentinois urodziła syna, który zostałby w przyszłości jego następcą. Tak się stało w 1923, gdy urodził się książę Rainier.
Książę Ludwik uznał, że książę Pierre wypełnił już swoją funkcję na dworze. W tym czasie małżonkowie przestali mieszkać razem – on preferował swój paryski apartament, ona przebywała głównie we francuskiej wsi, a dziećmi zajmował się dziadek. Dodatkowo Polignac posądzany był o homoseksualizm, a księżna wdawała się w kolejne romanse.
18 marca 1929 Zgromadzenie Narodowe zaczęło nakłaniać księcia Ludwika do abdykacji na rzecz zięcia, który wydawał się odpowiednim kandydatem do tronu i był lubiany przez poddanych. Dotychczasowemu władcy zarzucono brak dbałości o interesy kraju. W marcu 1930 pojawiły się głosy, że Polignac powinien zostać pierwszym prezydentem tego kraju.
24 lutego 1930 książę Pierre złożył pozew o rozwód przeciwko swojej żonie, która uciekła z Monako ze swoim włoskim kochankiem, a 20 marca 1930 w Paryżu ogłoszono ich separację. Polignac zażądał też prawa do opieki nad nieletnimi dziećmi.
We wrześniu tego samego roku zmarła Maria Louvet. Książę Ludwik nie mógł otrząsnąć się po stracie ukochanej i popadł we frustrację. 18 lutego 1933 zdecydował się udzielić córce rozwodu. Para nigdy nie uzyskała kościelnego stwierdzenia nieważności małżeństwa. Pierre zatrzymał swoje tytuły, natomiast urzędowo znany był pod nazwiskiem Grimaldi de Polignac. Dodatkowo otrzymał wysoką rekompensatę finansową za banicję, którą na niego nałożono na terenie Monako.

## Późniejsze lata
Książę Valentinois wśród postanowień rozwodowych miał zapisane, że będzie kontrolował edukację swojego syna. Wysłał księcia Rainiera do szkoły w Wielkiej Brytanii, gdzie chłopiec nie chciał przebywać. Książę Ludwik, nie mogąc patrzeć na cierpienie wnuka, wszczął postępowanie sądowe przeciwko byłemu zięciowi, które wygrał. Dzieci pozostały na monakijskim dworze.
W marcu 1936 doszło do nagłośnionego konfliktu pomiędzy Pierre’em a Ludwikiem o prawa do opieki nad 15-letnią wówczas księżniczką Antoinette. Polignac nie chciał się zgodzić, by dziewczyna była wychowywana przez ówczesnego partnera i ewentualnego narzeczonego swojej matki, włoskiego markiza Carla Strozziego. W maju miało dojść do porwania Antoinette przez ojca, który według francuskich przepisów miał prawo do opieki na swoim dzieckiem przez cały rok (Rainier i Antoinette jedynie wakacje mieli spędzać w towarzystwie matki).
Kontakty ojca z synem znacznie się poprawiły po kilku latach, kiedy utrzymywali ze sobą kontakt listowny (przerwany na czas II wojny światowej). Księżniczka Antoinette nie chciała jednak z nim rozmawiać, oskarżając go o egoizm w sprawie szkoły jej brata. W 1944 księżna Valentinois zrezygnowała ze swoich praw do monakijskiego tronu na rzecz księcia Rainiera. Obawiała się, że katoliccy Monakijczycy nie zaakceptują rozwiedzionej władczyni, na dodatek pochodzącej ze związku pozamałżeńskiego. W 1949 zmarł książę Ludwik i nowym panującym został książę Rainier. Zdecydował, że zaprosi ojca do Monako i próbował poprawić jego stosunki z księżniczką Antoinette.
Książę Rainier III starał się odbudować wizerunek ojca w oczach poddanych. Książę Valentinois gościł w Monako podczas ceremonii koronacyjnej jego syna, dnia 12 kwietnia 1950, był również obecny na ceremonii jego zaślubin z aktorką Grace Kelly. Uczestniczył w chrzcie świętym kolejnego dziedzica tronu Grimaldich, księcia Alberta.
W marcu 1956 pojawiły się informacje o planowanym ślubie księcia z Audrey Emery, amerykańską ekonomistką. Kobieta była wcześniej morganatyczną żoną księcia Dymitra Pawłowicza Romanowa, z którym miała syna Pawła; jej drugim mężem był książę Dymitr Jorjadze z dynastii gruzińskiej. Informacjom o tym małżeństwie zaprzeczono kilka dni później. Kobieta była przyjaciółką Pierre’a i razem z nim uczestniczyła w ślubie Rainiera i Grace, który miał miejsce kilkanaście dni później.

## Śmierć
Książę Pierre zmarł 10 listopada 1964 w amerykańskim szpitalu w Neuilly-sur-Seine w Paryżu. Cierpiał na chorobę nowotworową. Jego pogrzeb miał miejsce siedem dni później w Monako. W uroczystościach wzięli udział między innymi: książę Rainier, księżna Grace, księżniczka Karolina i książę Albert. Książę Valentinois został pochowany w kaplicy pałacowej.

## Spuścizna
W lutym 1966 książę Rainier utworzył Fundację Księcia Pierre’a, na cześć swojego ojca. Organizacja corocznie przyznaje nagrody w różnych kategoriach związanych ze sztuką. Obecnym prezydentem fundacji jest Karolina, księżna Hanoweru, wnuczka Pierre’a i najstarsza córka Rainiera.
Jego imię nosi kilkoro jego potomków: wnuk Albert Alexandre Louis Pierre Grimaldi, prawnukowie: Andrea Albert Pierre Casiraghi i Pierre Rainier Stefano Casiraghi.

## Genealogia

### Przodkowie
| Osoba                      | Rodzice                  | Dziadkowie                     | Pradziadkowie            |
| Pierre, książę Valentinois | Maxence, hrabia Polignac | Charles, hrabia Polignac       | Camille, hrabia Polignac |
| Pierre, książę Valentinois | Maxence, hrabia Polignac | Charles, hrabia Polignac       | Susana, hrabina Polignac |
| Pierre, książę Valentinois | Maxence, hrabia Polignac | Charlotte, księżna Valentinois | Ludwik II, książę Monako |
| Pierre, książę Valentinois | Maxence, hrabia Polignac | Charlotte, księżna Valentinois | Maria Louvet             |
| Pierre, książę Valentinois | Grace, księżna Monako    | John Brendan Kelly             | John Henry Kelly         |
| Pierre, książę Valentinois | Grace, księżna Monako    | John Brendan Kelly             | Mary Anne Kelly          |
| Pierre, książę Valentinois | Grace, księżna Monako    | Margaret Katherine Kelly       | Carl Majer               |
| Pierre, książę Valentinois | Grace, księżna Monako    | Margaret Katherine Kelly       | Marghreta Majer          |

### Potomkowie
| Dzieci                                          | Wnuki                                    | Prawnuki                                     | Praprawnuki                     |
| Antoinette, baronowa Massy (ur. 1920, zm. 2011) | Elżbieta de Massy (ur. 1947, zm. 2020)   | Jan Taubert Natta (ur. 1974)                 | Melchior Taubert Natta (ur. ?)  |
| Antoinette, baronowa Massy (ur. 1920, zm. 2011) | Elżbieta de Massy (ur. 1947, zm. 2020)   | Melania Costello (ur. 1985)                  |                                 |
| Antoinette, baronowa Massy (ur. 1920, zm. 2011) | Krystian de Massy (ur. 1949)             | Letycja de Massy (ur. 1971)                  | Sylwester de Brouwer (ur. 2008) |
| Antoinette, baronowa Massy (ur. 1920, zm. 2011) | Krystian de Massy (ur. 1949)             | Letycja de Massy (ur. 1971)                  | Róża de Brouwer (ur. 2008)      |
| Antoinette, baronowa Massy (ur. 1920, zm. 2011) | Krystian de Massy (ur. 1949)             | Brice de Massy (ur. 1987)                    |                                 |
| Antoinette, baronowa Massy (ur. 1920, zm. 2011) | Krystian de Massy (ur. 1949)             | Antoine de Massy (ur. 1997)                  |                                 |
| Antoinette, baronowa Massy (ur. 1920, zm. 2011) | Krystyna de Massy (ur. 1951, zm. 1989)   | Sebastian Knecht de Massy (ur. 1972)         | Krystyna Knecht (ur. 2000)      |
| Antoinette, baronowa Massy (ur. 1920, zm. 2011) | Krystyna de Massy (ur. 1951, zm. 1989)   | Sebastian Knecht de Massy (ur. 1972)         | Aleksja Knecht (ur. 2001)       |
| Antoinette, baronowa Massy (ur. 1920, zm. 2011) | Krystyna de Massy (ur. 1951, zm. 1989)   | Sebastian Knecht de Massy (ur. 1972)         | Wiktoria Knecht (ur. 2007)      |
| Antoinette, baronowa Massy (ur. 1920, zm. 2011) | Krystyna de Massy (ur. 1951, zm. 1989)   | Sebastian Knecht de Massy (ur. 1972)         | Andrea Knecht (ur. 2008)        |
| Rainier III, książę Monako (ur. 1923, zm. 2005) | księżniczka Karolina z Monako (ur. 1957) | Andrea Casiraghi (ur. 1984)                  | Alexandre Casiraghi (ur. 2013)  |
| Rainier III, książę Monako (ur. 1923, zm. 2005) | księżniczka Karolina z Monako (ur. 1957) | Andrea Casiraghi (ur. 1984)                  | India Casiraghi (ur. 2015)      |
| Rainier III, książę Monako (ur. 1923, zm. 2005) | księżniczka Karolina z Monako (ur. 1957) | Andrea Casiraghi (ur. 1984)                  | Maximilian Casiraghi (ur. 2018) |
| Rainier III, książę Monako (ur. 1923, zm. 2005) | księżniczka Karolina z Monako (ur. 1957) | Charlotte Casiraghi (ur. 1986)               | Raphael Elmaleh (ur. 2013)      |
| Rainier III, książę Monako (ur. 1923, zm. 2005) | księżniczka Karolina z Monako (ur. 1957) | Charlotte Casiraghi (ur. 1986)               | Balthasar Rassam (ur. 2018)     |
| Rainier III, książę Monako (ur. 1923, zm. 2005) | księżniczka Karolina z Monako (ur. 1957) | Pierre Casiraghi (ur. 1987)                  | Stefano Casiraghi (ur. 2017)    |
| Rainier III, książę Monako (ur. 1923, zm. 2005) | księżniczka Karolina z Monako (ur. 1957) | Pierre Casiraghi (ur. 1987)                  | Francesco Casiraghi (ur. 2018)  |
| Rainier III, książę Monako (ur. 1923, zm. 2005) | księżniczka Karolina z Monako (ur. 1957) | księżniczka Aleksandra z Hanoweru (ur. 1999) |                                 |
| Rainier III, książę Monako (ur. 1923, zm. 2005) | Albert II, książę Monako (ur. 1958)      | Jaśmina Grimaldi (ur. 1992)                  |                                 |
| Rainier III, książę Monako (ur. 1923, zm. 2005) | Albert II, książę Monako (ur. 1958)      | Aleksander Grimaldi-Coste (ur. 2003)         |                                 |
| Rainier III, książę Monako (ur. 1923, zm. 2005) | Albert II, książę Monako (ur. 1958)      | Gabriela, hrabina Carladès (ur. 2014)        |                                 |
| Rainier III, książę Monako (ur. 1923, zm. 2005) | Albert II, książę Monako (ur. 1958)      | Jakub, markiz Baux (ur. 2014)                |                                 |
| Rainier III, książę Monako (ur. 1923, zm. 2005) | księżniczka Stefania z Monako (ur. 1965) | Ludwik Ducruet (ur. 1992)                    |                                 |
| Rainier III, książę Monako (ur. 1923, zm. 2005) | księżniczka Stefania z Monako (ur. 1965) | Paulina Ducruet (ur. 1994)                   |                                 |
| Rainier III, książę Monako (ur. 1923, zm. 2005) | księżniczka Stefania z Monako (ur. 1965) | Kamila Gottlieb (ur. 1999)                   |                                 |

## Tytuły
| Od                   | do                | Tytuł                                             |
| 24 października 1895 | 18 marca 1920     | Hrabia Pierre z Polignaców                        |
| 18 marca 1920        | 19 marca 1920     | Pan Pierre Grimaldi de Polignac                   |
| 20 marca 1920        | 10 listopada 1964 | Jego Książęca Wysokość Pierre, Książę Valentinois |
| 18 listopada 1933    | 10 listopada 1964 | Książę Pierre Grimaldi de Polignac                |